# Station Antonin
Station Antonin is een spoorwegstation in de Poolse plaats Antonin.